# Nothing That You Are
«Nothing That You Are» es una canción pop interpretada por la cantante estadounidense Mandy Moore. Ésta fue coescrita por Moore y James Renald, e incluida en el año 2007 en el quinto álbum de estudio de la cantante, Wild Hope. 

## Antecedentes
Durante el primer cuarto del año 2007, "Nothing That You Are" fue lanzada por los sellos EMI como el segundo y último sencillo de Wild Hope en los Estados Unidos. Con ello, "Nothing That You Are" se convirtió en el duodécimo sencillo de Mandy Moore en los Estados Unidos.
La canción fue presentada el 9 de febrero de 2007 desde la página MySpace de Moore. El coro está dirigido por la batería y dos guitarras, y la canción termina con un solo de guitarra. Es la quinta colaboración de Moore con James Renald, que escribió su pistas 2002 single "Cry" y otras en el álbum Wild Hope.

## Formatos
US Promo CD
1. «Nothing That You Are» (Radio Edit) - 4:08
2. «Nothing That You Are» (Álbum Versión) - 4:28

## Lanzamiento
| País           | Fecha                   | Formato | Compañía | Ref. |  |
| -------------- | ----------------------- | ------- | -------- | ---- |  |
| Estados Unidos | 2 de septiembre de 2007 | CD      | EMI      |      |  |